# Фландренсіс

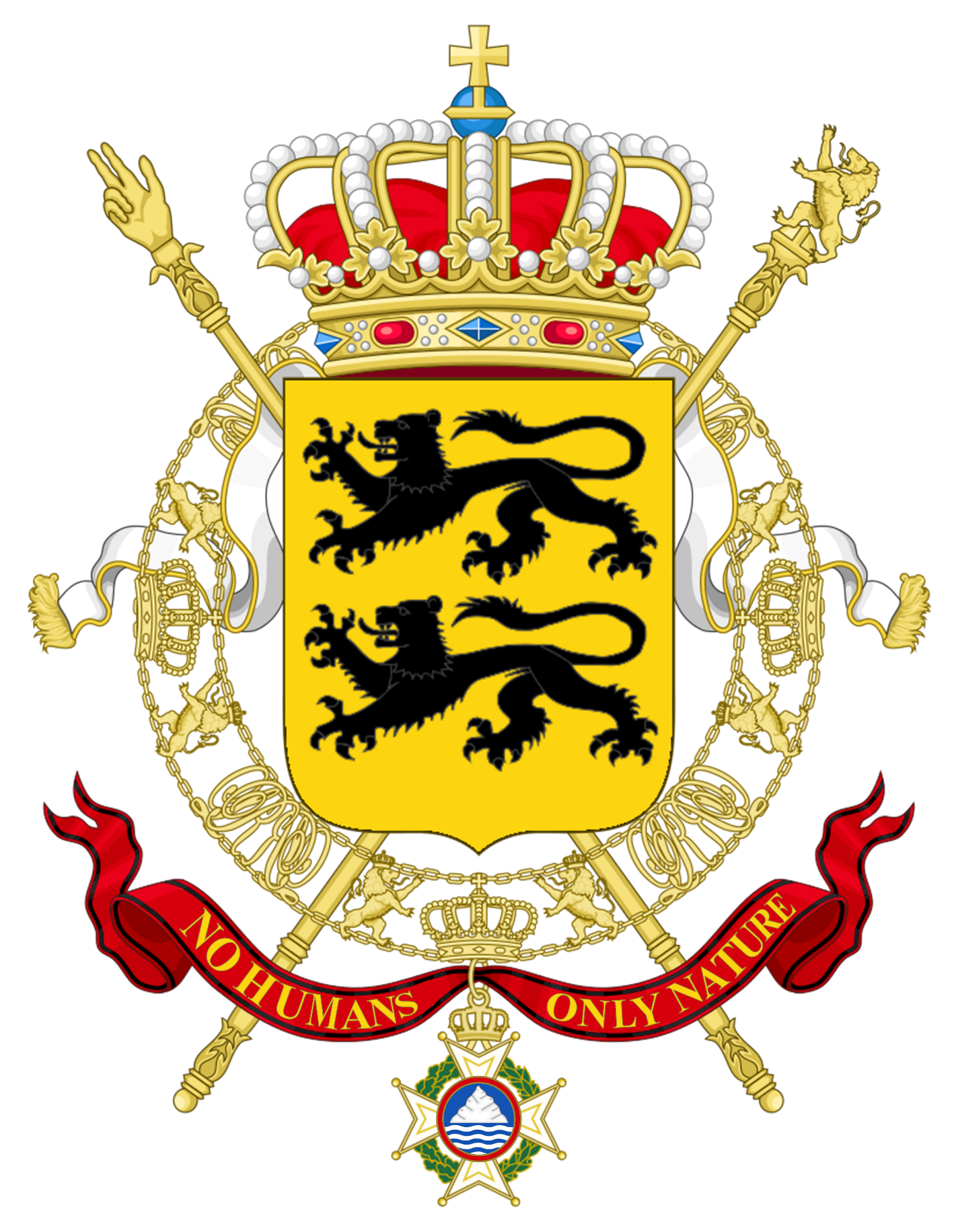
Герб Фландренсіса

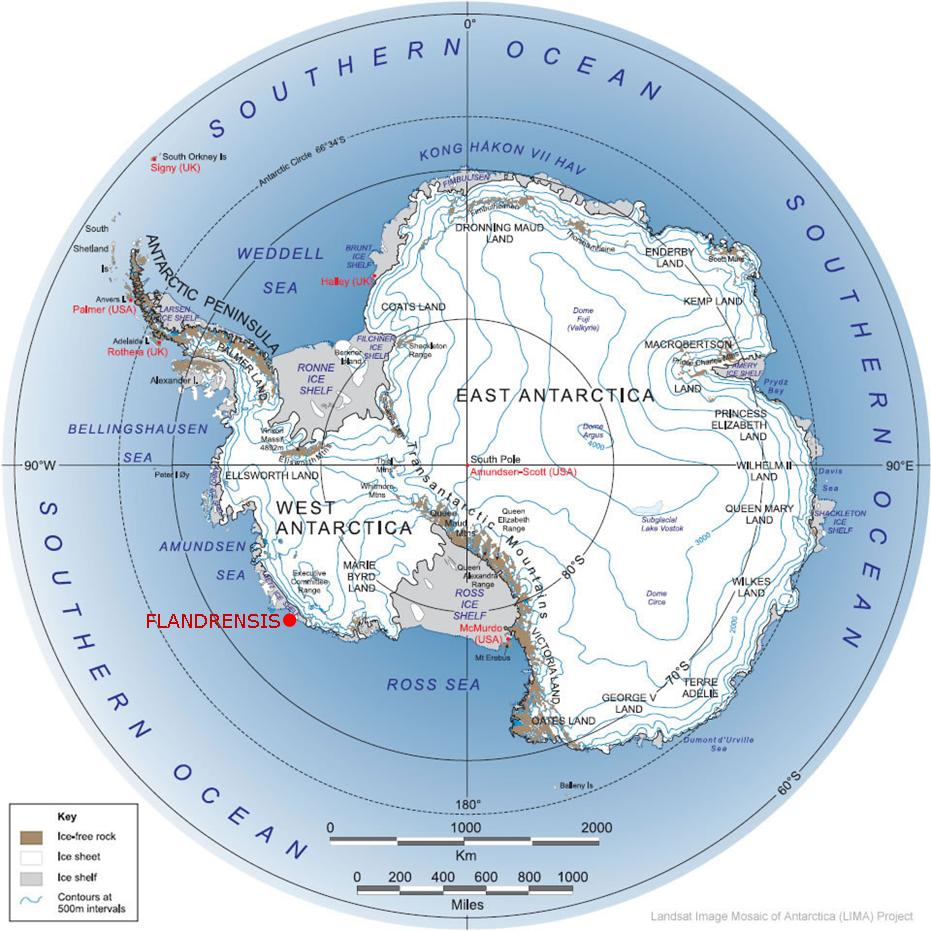
Фландренсіс на карті

Велике Герцогство Фландренсіс (нід. Groothertogdom Flandrensis) — мікронація (англ. micronation), що претендує на частину території Антарктиди. Засноване в 2008 р. Нільсом Вермеєршем, який проголосив себе Великим Герцогом Нільсом I.

## Державний лад
Заснований як абсолютна монархія, Фландренсіс за три роки пройшов через сім конституційних реформ. Після політичної кризи в березні 2011 року Фландренсіс став конституційною монархією, влада від уряду перейшла до Генеральних штатів, що складаються з Сенату і Палати представників.

### Сенат
Сенат є органом законодавчої влади Фландренсіса, і складається з невеликої групи волонтерів, зацікавлених у просуванні Фландренсіса. Головою Сенату є чинний глава держави Нільс I.

### Палата представників
Палата представників теоретично складається з усіх громадян Фландренсіса, які можуть висувати свої пропозиції і висловлюватися на певні теми, так само як і бути присутнім на засіданнях Сенату.

## Історія
Фландренсіс був заснований 4 вересня 2008 р. як віртуальна держава, але незабаром оголосив про свої претензії на антарктичні острови Карней, Черрі, Махер, Пренк і Сіпл. Широку популярність мікродержава отримала після конфлікту з Вестарктикою, котрий закінчився підписанням Вестантарктичного договору. Цей конфлікт був освітлений нідерландськими ЗМІ. 21 квітня 2010 р. національне бельгійське телебачення RTBF показало двохвилинний репортаж про Фландренсіс. В березні 2011 р. розгорнутий репортаж щодо Фландренсіса був випущений телеканалом Roeselare.TV. В червні 2012 р. інтерв'ю з герцогом Нільсом I опублікував бельгійський телеканал Focus-WTV.

## Територія

### Антарктичні острова
Фландренсіс претендує на п'ять антарктичних островів, розташованих в нейтральній зоні. Оскільки Антарктичний договір 1961 рік а забороняє існуючим державам претендувати на території Антарктиди, Нільс I спочатку оголосив дані острови своєю приватною власністю, а потім заснував на них незалежну державу. Фландренсіс повідомив про свої претензії в ООН, Євросоюз, і представникам держав-підписантів Антарктичного договору, але всі листи в дані структури були проігноровані.

### Інші території
Незважаючи на те, що Фландренсіс є антарктичною мікродержавою, герцогство також претендує на невеликі земельні ділянки в Шотландії і Нідерландів, що знаходяться в приватній власності або передані Фландренсісу іншими мікродержавами.

## Валюта

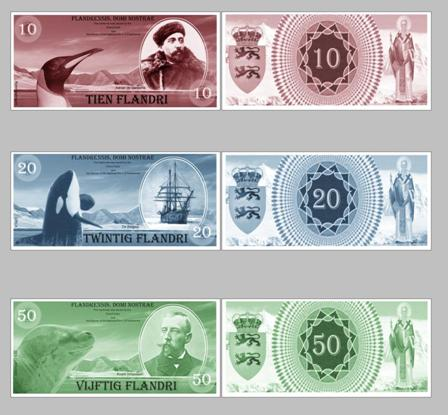
Банкноти фландрі

У нумізматичних цілях герцогством випускаються банкноти в 10, 20 і 50 фландрі. На банкноті в 10 фландрі зображений Адрієн де Жерлаш, який організував бельгійську антарктичну експедицію 1897—1899 рр. Банкнота в 20 фландрі зображує судно «Белгіка», що провело в 1898 р. зиму в Антарктиці. На банкноту в 50 фландрі винесено портрет норвезького мандрівника Руаля Амундсена.

## Галерея

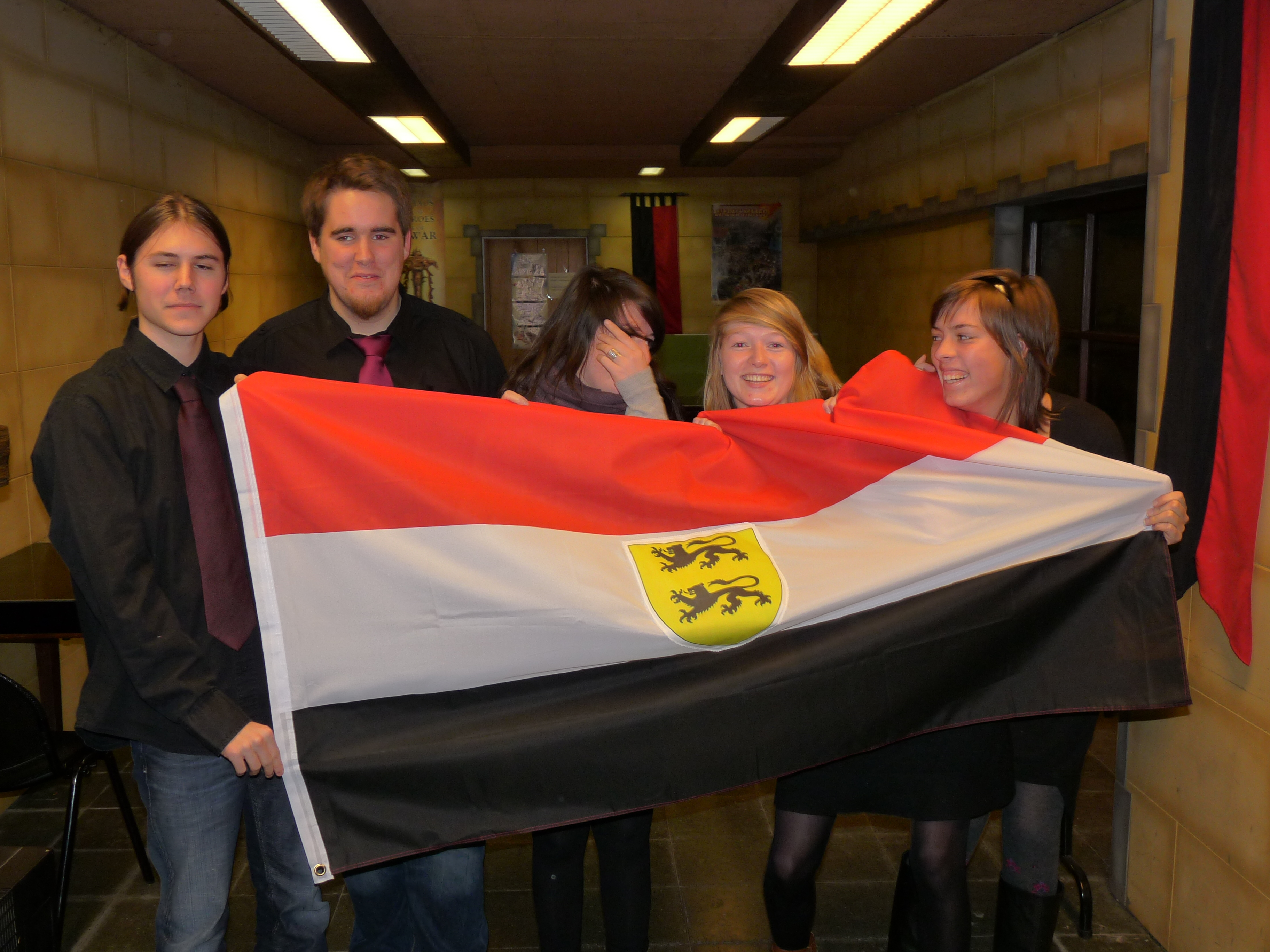
Члени Демократичної роялістської партії Фландренсіса
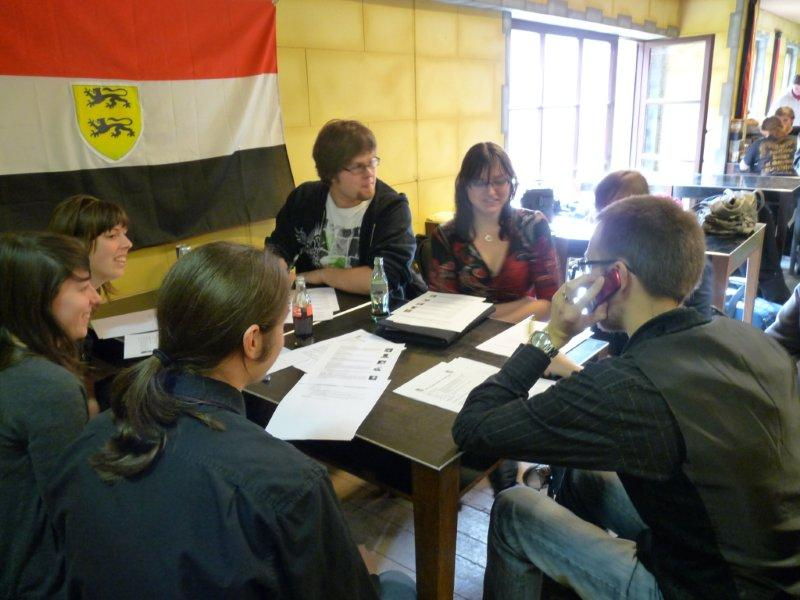
Засідання Парламенту Фландренсіса
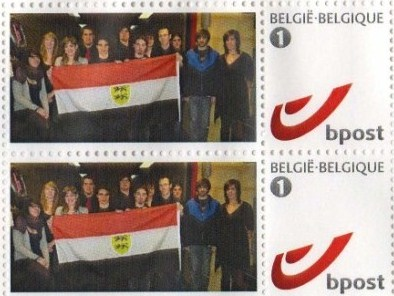
Марки бельгійської пошти з фотографією прапора Фландренсіса
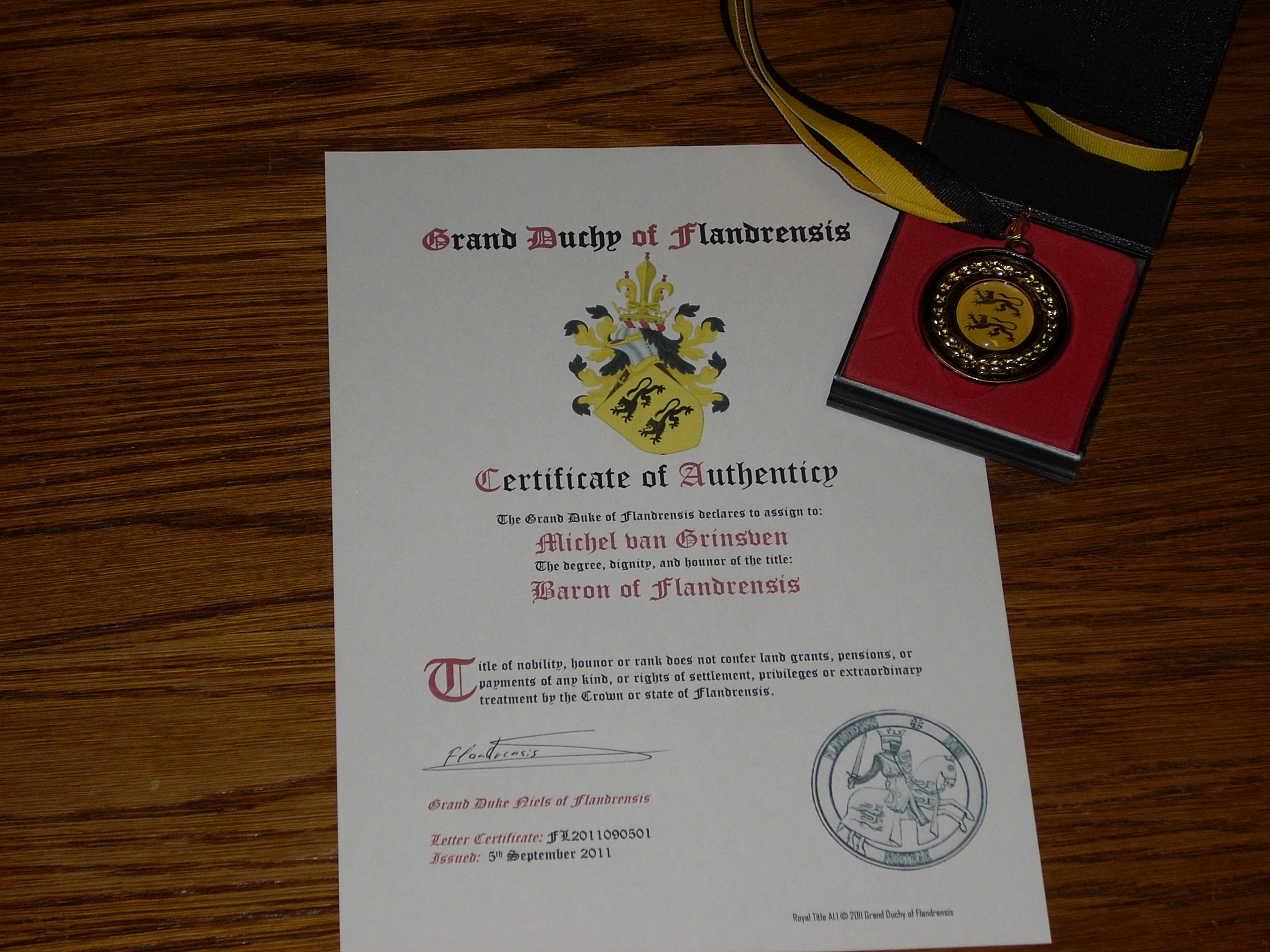
Сертифікат дворянства, що випускаються герцогством і медаль

## Ресурси Інтернету
- Вебсайт Великого Герцогства Фландренсіс